# Taarbæk Fort
Taarbæk Fort blev opført i årene 1913-15 som en del af Nordfronten i Københavns Befæstning. Fortet ligger i Dyrehaven.
Taarbæk Fort var det nordligste af de over 30 forter og batterier, der udgjorde Københavns Befæstning. Fortet skulle dække Øresund og sammen med en 4 km lang skyttegravsstilling på tværs af Dyrehaven lukke "hullet" i nordfronten. Skyttegravene kan stadig ses bl.a. ved "Den Slesvigske Sten".
Det var et trekantfort med tør grav og med en underjordisk forbindelsesgang (poterne) til gravkaponieren i gravens yderside i den nordlige spids. Fortet var beregnet til ca. 250 mand.
For at lukke det i tiden så berømte "Hullet i Nordfronten", anlagde man et fort et stykke inde i Dyrehaven, så det både kunne fungere som land- og kystfort, hvilket dog ikke blev særlig hensigtsmæssigt. Fortet skulle som søfort dække kysten nord for Taarbæk mod landgangsforsøg, men man kunne ikke se kysten på grund af klinten over
kysten og villabebyggelsen langs kysten. Desuden skulle det assistere Middelgrundsfortet med at hindre fjendtlige skibe i at sejle ind til København, men havde ikke tilstrækkeligt udsyn over Sundet. For at råde bod på dette byggede man på fortdækket et ca. 33 m højt observations- og afstandsmålertårn. Som landfort skulle det dække Eremitagesletten og området nord herfor, men da det lå gemt bag slettens højeste punkt hvor slottet lå, var hovedparten af fortets kampområde skjult.  
Armeringen var for svag til et kystfort. Fortet havde kun fire stk. 29 cm støbejernshaubitsere M.1910, der havde en rækkevidde på 10.300 meter og kunne i nordøstlig retning ramme mål i Øresund mellem Rungsted og øen Hven. Disse var placeret på fortdækkets nordøstlige del. Det var samme haubits som kan ses på Charlottenlund Fort.
Som landfort, havde fortet to 120 mm hurtigskydende stålkanoner M.1914, der havde en rækkevidde på 8400 meter monteret i pansertårne og som kunne skyde over land og over sundet. Oven på kasematbygningen lå endvidere en betonstøbt skyttegrav. Til brug i denne samt til gravforsvar  34 stk. 8 mm. rekylgeværer M.1903, heraf 6 i tre pansertårne. Til gravforsvaret var der yderligere tre 37 mm. revolverkanoner M.1880.
Fortet blev nedlagt i 1938 og ombygget til et minedepot for søværnet. Søværnet flyttede ud af Dyrehaven i 1969 og overdrog anlægget til Jægersborg Skovdistrikt. Samme år tildækkedes hele det underjordiske anlæg med kanonanlæg, lange gange, depoter, belægningsrum (med plads til 250 mænd), lazaret etc., med 300.000 tons jord, begrundet i tidens pacifistiske ånd med at det var i dårlig smag at bevare historiske militære anlæg.
I 2012 blev der gravet adgang til fortet i anledning af programrækken Alt forladt til DR2. Adgangen blev tilkastet igen efter udsendelsen.